# 大場昌子
大場 昌子（おおば まさこ）は、日本の英文学者。元日本女子大学学長。

## 人物・経歴
1981年日本女子大学文学部英文学科卒業後、日本女子大学大学院文学研究科英文学専攻博士課程前期修了、文学修士。1985年桜美林大学助教授。1999年日本女子大学助教授。2008年日本ソール・ベロー協会理事。2009年日本女子大学教授。2011年お茶の水女子大学非常勤講師。2017年日本女子大学学長代行、日本私立大学連盟常務理事、文部科学省大学設置・学校法人審議会大学設置分科会特別委員。2019年日本女子大学学長、私立大学退職金財団評議員。

## 著書
- 『笑いとユーモアのユダヤ文学』（広瀬佳司, 佐川和茂と共編著）南雲堂 2012年
- 『ゴーレムの表象 : ユダヤ文学・アニメ・映像』（佐川和茂, 坂野明子, 伊達雅彦と共編著）南雲堂 2013年
- 『ホロコースト表象の新しい潮流 = NEW CURRENTS OF THE HOLOCAUST REPRESENTATIONS : ユダヤ系アメリカ文学と映画をめぐって』（佐川和茂, 坂野明子, 伊達雅彦と共著）彩流社 2018年